# Carlo Chiappano
Carlo Chiappano (Varzi, Lombardía, 16 de marzo de 1941 - Casei Gerola, Lombardía, 7 de julio de 1982) fue un ciclista italiano que fue profesional entre 1962 y 1972. Sus principales éxitos deportivos fueron la victoria a la Tirrena-Adriàtica de 1969 y en una etapa del Giro de Italia del mismo año.
Al retirarse como ciclista pasó a ejercer tareas de director deportivo en diferentes equipos, siempre alrededor de la figura de Giuseppe Saronni, hasta el momento de su muerte, en un accidente de coche el 1982.

## Palmarés
1966
- 1 etapa a la Vuelta a Suiza

1969
- Tirreno-Adriático
- 1 etapa del Giro de Italia

## Resultados

### Grandes Vueltas
Durante su carrera deportiva ha conseguido los siguientes puestos en las Grandes Vueltas:
| Carrera         | 1964 | 1965 | 1966 | 1967 | 1968 | 1969 | 1970 | 1971 |
| --------------- | ---- | ---- | ---- | ---- | ---- | ---- | ---- | ---- |
| Giro de Italia  | 19.º | 37.º | 31.º | 49.º | 73.º | 32.º | 41.º | 40.º |
| Tour de Francia | -    | -    | -    | Ab.  | 25.º | -    | Ab.  | -    |
| Vuelta a España | -    | -    | -    | -    | -    | -    | -    | -    |

## Equipos
- Legnano-Pirelli (1962)
- Legnano (1963-1964)
- Sanson (1965-1966)
- Salvarani (1967-1969)
- Molteni (1970)
- Scic (1971-1972)